# Carlos Chasseing
Carlos Bernardo Chasseing (provincia de Córdoba, 25 de septiembre de 1926-17 de abril de 2018) fue un militar argentino, perteneciente al Ejército Argentino, que alcanzó la jerarquía de general de división, que ocupó el cargo de gobernador de facto de Córdoba entre el 7 de abril de 1976 y el 1 de febrero de 1979 designado por el autoproclamado Proceso de Reorganización Nacional.

## Biografía
Fue un oficial egresado del Colegio Militar en 1945 con la promoción 74 como subteniente de ingenieros. Fueron sus compañeros de promoción Carlos Enrique Laidlaw y Leopoldo Fortunato Galtieri. Alcanzó el grado de general de brigada y pasó a retiro en 1974.
Fue designado gobernador de la provincia de Córdoba por la dictadura militar. Abandonó el cargo por discrepancias con la política económica del ministro José Alfredo Martínez de Hoz, con quien tuvo discrepancias con los fondos girados a la provincia desde el gobierno nacional. Tras la salida de Jorge Rafael Videla de la presidencia de facto, apoyó como sucesor a algún perteneciente a la Armada Argentina. Chasseing era cercano al general Luciano Benjamín Menéndez, por quien dirigía sus posicionamientos en las internas de las fuerzas armadas.
Como gobernador estableció un procedimiento especial para los fallecidos que llegasen a las morgues de Córdoba por parte de fuerzas de seguridad, lo cual estaba relacionado con las desapariciones llevadas a cabo durante el gobierno militar. Fue beneficiado por la Ley de Punto Final.
Chasseing falleció el 17 de abril de 2018.